# كوارت (وحدة قياس)
الكوارت هو وحدة لقياس الحجم (سواء كانت إمبراطورية أو من الوحدات المعتادة في الولايات المتحدة) وهو معادل لربع غالون (لذا جاء الاسم الكوارت) أو اثنين من الباينت أو أربع أكواب. وحيث إن الغالونات على اختلاف أحجامها يشيع استخدامها تاريخيًا، كانت توجد كذلك الكوارتات المختلفة الأحجام؛ انظر الغالون لمزيد من المناقشة. ومازالت تستخدم حاليًا ثلاثة من هذه الأنواع من الكوارتات، حيث إن جميعها متساوية تقريبًا لسعة لتر واحد. واختصارها المناسب هوqt.

## تعريفات وتعادلات

### الكوارت السائل في الولايات المتحدة
تمت معايرة جميع المقاييس التقليدية الأمريكية الخاصة بالطول والحجم قانونيًا للأغراض التجارية من خلال اتفاقية اليارد والرطل الدولي في عام 1959 والتي نصت على أن الياردة الواحدة تساوي 0.9144 متر تمامًا. ويشتق من هذا التعريف المقاييس المعادلة المترية مثل البوصة والقدم والميل؛ بالإضافة إلى مقاييس المساحة ومقاييس الحجم. يعادل الكوارت السائل في الولايات المتحدة 57.75 بوصة مكعبة، حيث تعادل تمامًا 0.946352946 لترًا.
| كوارت واحد سائل في الولايات المتحدة؛ | = |             |                         |
|                                      | = | 2           | باينتسائل أمريكي        |
|                                      | = | 4           | سائل أمريكيأكواب        |
|                                      | = | 32          | أونصة سائلة أمريكية     |
|                                      | = | 57.75       | بوصة مكعبة[5]           |
|                                      | = | 0.946352946 | لترا[4][6]              |
|                                      | ≈ | 33.307      | الأونصة السائلة الملكية |

### الكوارت الجاف في الولايات المتحدة
يعادل الكوارت الجاف في الولايات المتحدة 1/32 من البوشل الأمريكي، ويعادل تمامًا 1.101220942715 لترًا.
| 1 كوارت جاف في الولايات المتحدة; | = | 1/32           | من البوشل الأمريكي |
|                                  | = | 1/4            | غالون جاف أمريكي   |
|                                  | = | 2              | باينت جاف أمريكي   |
|                                  | = | 67.2           | بوصة مكعبة         |
|                                  | = | 1.101220942715 | لترًا[4][6]         |
|                                  | ≈ | 38.758         | أونصة سائلة ملكية  |

### الكوارت الملكي
يستخدم الكوارت الملكي لقياس كل من السعة السائلة والجافة، وهو يعادل ربع غالون ملكي أو بالضبط 1.1365225 لترًا.
| كوارت ملكي; | = | 1/4       | غالون ملكي          |
|             | = | 2         | باينت ملكي          |
|             | = | 40        | أونصة سائلة ملكية   |
|             | = | 1.1365225 | لترًا[7][8]          |
|             | ≈ | 69.355    | بوصة مكعبة          |
|             | ≈ | 38.430    | أونصة سائلة أمريكية |
وفي كندا الفرنسية، من خلال القانون الفيدرالي، سُمي الكوارت الملكي بـ الباينت

## كوارت وينشيستر
كوارت وينشيستر هو مقياس قديم، يعادل تقريبًا 2 كوارت ملكي أو 2.25 لترًا. ويشار في بعض الأحيان إلى الزجاجات التي تبلغ سعتها 2.5 لتر والتي تُستخدم في المعامل الكيميائية بـ زجاجات كوارت وينشستر، على الرغم من أنها تحتوي على كمية أكثر قليلاً من كوارت وينشيستر التقليدي.